# San Cándido (Ayne Bru)
San Cándido es una obra de Ayne Bru realizada entre 1502 y 1507. Actualmente se expone en el Museu Nacional d'Art de Catalunya.

## Descripción
El caballero, de pie, viste armadura oscura, escudo, alabarda, espada, tabardo verde forrado de piel, una estola de color púrpura, y una gorra roja con una medalla con el busto de Cristo; se trata de San Cándido, uno de los guerreros de la legión tebana que acompañó a San Mauricio en su martirio. Una pintura que, junto con la tabla del Martirio de San Cucufate, perteneció al antiguo retablo mayor del monasterio de Sant Cugat del Vallès. Ayne Bru, una de les figuras más relevantes del Quinientos catalán, era un pintor de origen y formación centroeuropea, que delata la influencia de la cultura flamenca y también del arte que se practicaba en Venecia a caballo de los siglos XV y XVI.